# Vermicularia fewkesi
Vermicularia fewkesi är en snäckart som först beskrevs av Harris Oliver Yates 1890.  Vermicularia fewkesi ingår i släktet Vermicularia och familjen tornsnäckor. Inga underarter finns listade i Catalogue of Life.